# 印刷博物館
印刷博物館（いんさつはくぶつかん）は、東京都文京区水道TOPPAN小石川本社ビルにある印刷に関する博物館である。2000年に凸版印刷（現TOPPANホールディングス）が100周年記念事業の一環で設立し、印刷文化に関わる資料の蒐集や研究活動、活版印刷などの印刷を実体験するなどの実践・啓蒙活動を行っている。2025年現在の館長は京極夏彦（小説家）。
ミュージアムショップ、印刷関連図書専門のライブラリー、P&Pギャラリー、研修室（グーテンベルク・ルーム）、VRシアター（土日・土日に続く休日のみ）を併設している。
2002年に日本展示学会（会長端信行）学会賞の作品賞を受賞している。

## 所蔵品
- 駿河版銅活字（重要文化財）
- 解体新書[2]
- 本木昌造・活字復元プロジェクト成果物

## 企画展
- 江戸時代の印刷文化 家康は活字人間だった!! 2000年10月7日～2000年12月10日
- 引札 消費文明を創ったポップアート 2001年4月25日～2001年7月12日
- 2001年シネマ・オデッセイ 映画ポスターの20世紀展 2001年7月20日～2001年9月2日
- ヴァチカン教皇庁図書館展 書物の誕生—写本から印刷へ 2002年4月23日～2002年7月21日
- 印刷のステージへようこそ 2002年7月26日～2002年8月29日
- 1960年代グラフィズム 2002年9月7日～2002年12月1日
- ブックデザインの源流を探して チェコにみる装丁デザイン 2003年7月26日～2003年9月28日
- 活字文明開化 本木昌造が築いた近代 2003年10月7日～2004年2月13日
- 西洋が伝えた日本／日本が描いた異国 2004年9月11日～2004年12月12日
- 印刷革命がはじまった：グーテンベルクからプランタンへ 2005年4月23日～2005年7月31日
- プリンティング・オデッセイ2000-2005—印刷博物館コレクション展 2005年10月7日～2005年11月25日／2005年11月30日～2006年1月22日
- 読みつがれる童話 アンデルセン生誕200年展 2006年2月1日～2006年4月3日
- 近代印刷のあけぼの スタンホープと産業革命 2006年10月14日～2007年1月10日
- モード・オブ・ザ・ウォー 東京大学大学院情報学環所蔵 第一次世界大戦期プロパガンダ・ポスター コレクションより 2007年1月20日～2007年3月25日
- 美人のつくりかた 石版から始まる広告ポスター 2007年4月7日～2007年6月3日
- 百学連環—百科事典と博物図譜の饗宴 知るたのしみ 見るおどろき 2007年9月22日～2007年12月9日
- デザイナー誕生：1950年代 日本のグラフィック 2008年4月19日～2008年7月6日
- ミリオンセラー誕生へ！ 明治・大正の雑誌メディア－ 2008年9月20日～2008年12月7日
- 近代教育をささえた教科書展 東書文庫コレクションを中心として 2009年7月18日～2009年10月12日
- 印刷博物館10年のあゆみ 文字と図像による印刷美 2010年7月17日～2010年9月23日
- 空海からのおくりもの 高野山の書庫の扉をひらく 2011年4月23日～2011年7月18日
- 印刷都市東京と近代日本 2012年10月20日～2013年1月14日
- 印刷と美術のあいだ キヨッソーネとフォンタネージと明治の日本 2014年10月18日～2015年1月12日
- ヴァチカン教皇庁図書館展II 書物がひらくルネサンス 2015年4月25日～2015年7月12日
- 武士と印刷 2016年10月22日～2017年1月15日
- キンダーブックの90年 童画と童謡でたどる子どもたちの世界 2017年10月21日～2018年1月14日
- 天文学と印刷 新たな世界像を求めて 2018年10月20日～2019年1月20日
- 和書ルネサンス 江戸・明治初期の本にみる伝統と革新 2021年4月17日～2021年7月18日
- 地図と印刷 2022年9月17日～2022年12月11日
- 明治のメディア王 小川一眞と写真製版 2023年11月18日～2024年2月12日

## 利用情報
- 開館時間 - 10時～18時
- 休館日 - 月曜日（祝日の場合は翌日の火曜日）
- 入場料 - 一般400円、学生200円、高校生100円、中学生以下および70歳以上無料、団体割引有

- 併設のライブラリーは印刷機械や技術だけではない、印刷の歴史や社会的な背景、表現など印刷文化に関わる本全般を扱っている。99％の図書が閉架なので検索が必要である。

## 歴代館長
- 初代：粟津潔　2000年3月 - 2005年10月
- 2代：樺山紘一　2005年10月 - 2021年10月
- 3代：金子眞吾　2021年10月 - 2025年3月
- 4代：京極夏彦　2025年4月 - [3]

## 交通アクセス
- 東京メトロ有楽町線 江戸川橋駅から徒歩8分
- JR中央・総武線（各駅停車）、 東京メトロ東西線・ 有楽町線・ 南北線・ 都営地下鉄大江戸線 飯田橋駅から徒歩13分
- 東京メトロ丸ノ内線・ 南北線 後楽園駅から徒歩10分。
- 都営バス上69・飯64系統「東五軒町」、「大曲」バス停から徒歩3分。
- 文京区コミュニティバスBーぐる「トッパンホール・印刷博物館」バス停から徒歩4分。